# Elías
Elías – miasto w Kolumbii, w departamencie Huila.